# Учак
Учак (словен. Učak) је насељено место у општини Луковица, Средњесловенска регија, Словенија.

## Историја
До територијалне реорганизације у Словенији био је у саставу старе општине Домжале.

## Становништво
У попису становништва из 2011. године, Учак је имао 37 становника.
| Број становника према пописима | Број становника према пописима | Број становника према пописима |
| ------------------------------ | ------------------------------ | ------------------------------ |
| 1991                           | 2002                           | 2011                           |
| 48                             | 42                             | 37                             |

Напомена: Године 2007. увећан за део насеља Подмиљ. Године 2009. извршена је мања размена територија између насеља Тројане и Учак. Године 2014. извршена је мања размена територија између насеља Заврх при Тројанах и Учак.

## Галерија
- сеоске куће
- улица
- споменик